# Teoria punktu widzenia
Teoria punktu widzenia,, teoria stanowiska (ang. Standpoint Theory) – feministyczna perspektywa teoretyczna, według której poznanie jest ściśle związane z pozycją poznającego podmiotu w społeczeństwie, oraz jego istotnymi cechami.
Teoria punktu widzenia wskazuje, że obiektywna wiedza i nauka nie są możliwe, lecz są uwikłane w położenie i doświadczenia podmiotów. Teoretyczki punktu widzenia kwestionują główny nurt praktyki naukowej, który historycznie wykluczał niektóre grupy z prowadzenia badań, a tym samym odcinał im możliwość czerpania korzyści płynących z konstrukcji wiedzy oraz nie uwzględniał ich punktów widzenia. Podkreślają użyteczność empirycznego poznania potocznego, wskazując, że doświadczenia społeczne jednostek wpływają na to, które cechy świata są dla nich percepcyjnie istotne, które dowody są rozumiane przez nich jako mocne oraz które wnioski są wiarygodne.
W myśl teorii punktu widzenia poznawanie rzeczywistości nie polega na minimalizowaniu wpływu elementów subiektywnych, a na dokładnym mapowaniu różnych położeń, w których znajdują się podmioty poznające. Podejście to wykorzystywane jest w debatach o epistemologii, metodologii nauk społecznych i przyrodniczych, filozofii nauki i aktywizmie politycznym.
Teoretyczki punktu widzenia badały m.in. system uniwersytecki, odnajdując w jego strukturze silne uwarunkowania płciowe, mające wpływ na sposób jego działania i rezultaty. Wnioski z ich badań wskazują, że podstawowe założenia, kategorie analityczne oraz priorytety zachodniej nauki i społeczeństw, opierają się w większości na perspektywach ekonomicznie i rasowo uprzywilejowanych mężczyzn.

## Historia

### Pierwsza fala
Filozofia feministyczna spopularyzowała i rozwinęła teorię punktu widzenia w latach 70. i 80. XX wieku, choć jej korzenie sięgają Hegla, Lukacsa i Du Boisa. Termin został ukuty przez Sandrę Harding w celu łącznej klasyfikacji ujęć epistemologicznych, które kładą nacisk na wiedzę kobiet. Harding zidentyfikowała różne wymiary dowolnego położenia, opisując je jako skrzyżowanie 1) rzeczywistego miejsca w świecie fizycznym i społecznym, w tym ciała ludzkiego, 2) motywacji i interesów w odniesieniu do tej lokalizacji, 3) ekspozycji i udziału w poszczególnych dyskursach, które dostarczają „metafor i modeli” do interpretacji własnego położenia oraz 4) pozycji w społecznej organizacji produkcji wiedzy. Harding argumentuje, że zaangażowanie polityczne feministek i ich aktywna koncentracja na życiu kobiet pozwala im zajmować epistemicznie uprzywilejowane „punkty widzenia” i przeszkody napotykane w społeczeństwie.
Feministyczna teoria punktu widzenia początkowo koncentrowała się na kwestionowaniu idei naukowej neutralności i obiektywizmu ze strony domniemanego uogólnionego znawcy. Wczesne teoretyczki punktu widzenia badały, w jaki sposób czyjaś tożsamość płciowa wpływała na ich zasoby, zdolności epistemiczne lub dostęp do wiedzy. Niektóre założenia oparły na teorii heglowskiej i marksistowskiej. Nancy Hartsock zbadała teorię punktu widzenia, wykorzystując relacje między mężczyznami i kobietami. W 1983 roku opublikowała The Feminist Standpoint: Developing Ground for a Specifically Feminist Historical Materialism. Hartsock wykorzystała dialektykę pan–niewolnik Hegla oraz teorię klas i kapitalizmu Marksa jako inspirację do przyjrzenia się sprawom płci.

### Druga fala
Teoria punktu widzenia ewoluowała, aby skupić się na pozycjach społecznych, takich jak płeć, rasa, klasa społeczna, kultura i status ekonomiczny. Dążono do rozwinięcia szczególnej epistemologii feministycznej, która ceni doświadczenia kobiet i grup mniejszościowych jako źródła wiedzy. Do czołowych teoretyczek pojęcie należą Dorothy Smith, Nancy Hartsock, Donna Haraway, Sandra Harding, Alison Wylie, Lynette Hunter i Patricia Hill Collins.
Badaczki i aktywistki teorii punktu widzenia drugiej fali w Stanach Zjednoczonych rozwinęły pokrewną koncepcję intersekcjonalności, aby zbadać opresję spowodowaną oddziaływaniem na siebie różnych tożsamości społecznych, takich jak płeć, rasa, seksualność i kultura. Chociaż intersekcjonalność została opracowana w celu rozważenia kwestii społecznych i filozoficznych, została zastosowana w wielu obszarach akademickich, takich jak szkolnictwo wyższe, polityka tożsamości i geografia.

### Trzecia fala
Współczesna teoria punktu widzenia ewoluuje jako odpowiedź na zmiany w krajobrazie politycznym i gospodarczym, np. pierwsza kobieta i osoba niebiała na stanowisku wiceprezydentki Stanów Zjednoczonych (Kamala Harris), globalna pandemia i unieważnienie wyroku Roe v Wade. Feminizm trzeciej fali kładzie nacisk na inkluzywną społeczność i działanie.
Teoretyczka teorii punktu widzenia, Patricia Hill Collins, podkreśla związek teorii punktu widzenia z czarnymi grupami feministycznymi, ponieważ teoria punktu widzenia może być wykorzystana jako ramy do zrozumienia myśli czarnych feministek. Teoria punktu widzenia może być ramą dla zrozumienia ucisku czarnych kobiet lub tego, co teoretyczka feministyczna, Catherine E. Harnois, nazywa „punktem widzenia czarnych kobiet”.

## Teoria rdzennego punktu widzenia
Rozwój feministycznej teorii punktu widzenia odegrał ważną rolę w rozwoju nowych nauk humanistycznych i społecznych. Przyczynił się do powstania teorii rdzennego punktu widzenia, czyli teoretycznego podejścia, jak rdzenni mieszkańcy radzą sobie z trudnościami w przestrzeniach, w których kwestionuje się ich epistemologię. Podejście to uwzględnia różnorodne pochodzenie zmarginalizowanych grup w różnych społeczeństwach i kulturach, których unikalne doświadczenia są marginalizowane i tłumione w większościowym systemie wytwarzania wiedzy. Teoria wywiodła się z tego, że zaczęto zauważać ograniczenia zachodnich metodologii w zakresie badania rdzennych społeczności. Teoretycy stwierdzili, że:
- zachodnie metody badawcze oparte są na relacjach władzy, ponieważ badacz kontroluje i dominuje nad całym procesem badania[39],
- metody zachodnie stawiają badacza na wyższej pozycji jako eksperta, podczas gdy członkowie społeczności funkcjonują niżej jedynie jako informatorzy[40][41],
- zachodnie metody są uważane za jednostronne, ponieważ mogą przynieść korzyści przede wszystkim badaczowi, a nie społeczności badanej[40][42].
- zachodnie metody są nie mają zastosowanie do wszystkich, ponieważ kierują się założeniami i teoriami, które powstały w odmiennym kontekście i dynamice społecznej niż u społeczności badanej[43]
- zachodnie metody badawcze są uważane za niedostosowane do wartości i zasad, które kierują rdzennymi sposobami poznania[39][42].

Podobnie jak w przypadku teorii feministycznej, badacze rdzennego punktu widzenia oczekują, że naukowiec odniesie się do swojego uprzywilejowanego statusu społecznego w stosunku do tych, których bada. Oczekuje się od niego zadeklarowania, kim jest i na jakiej podstawie pisze. Samoświadomość w tym ujęciu ma dla teoretyków fundamentalne znaczenie dla procesu badawczego, ponieważ powinna skutkować przeorientowaniem roli naukowca. Martin Nakata jest jednym z czołowych teoretyków teorii rdzennego punktu widzenia, a jednocześnie pierwszym rdzennym mieszkańcem Wysp Cieśniny Torresa, który uzyskał stopień doktora. Innymi osobami mającymi duży wpływ na rozwój teorii punktu widzenia jest Japanangka errol West oraz Lester-Irabinna Rigney wywodzący się ze społeczności aborygenów, jak również hawajska naukowczyni Manulani Aluli Meyer.

## Krytyka pojęcia
Główną osią krytyki jest wiarygodność silnej obiektywności w porównaniu z subiektywnością. Teoretycy punktu widzenia argumentują, że punkty widzenia są względne i nie można ich oceniać za pomocą żadnych bezwzględnych kryteriów, ale zakładają jednocześnie, że uciskani są mniej stronniczy lub bardziej bezstronni niż uprzywilejowani. Tym samym krytycy twierdzą, że teoria punktu widzenia, pomimo kwestionowania esencjalizmu, opiera się właśnie na nim, ponieważ koncentruje się na dualizmie subiektywności i obiektywności.
Catherine O’Leary argumentowała również, że choć teoria punktu widzenia pomogła odzyskać doświadczenie kobiet jako materiał badawczy, zawiera problematyczny nacisk na uniwersalność tego doświadczenia kosztem różnic między doświadczeniami kobiet z różnych kręgów. Kiedy tworzono pojęcie nie uwzględniano, jak zróżnicowana może być kultura i doświadczenia wewnątrz tej samej grupy społecznej. Wcześni teoretycy punktu widzenia starali się zrozumieć, w jaki sposób tożsamość płciowa znawców wpływała na ich zasoby i zdolności epistemiczne, a dopiero rozwój teorii pozwolił na dostrzeżenie różnorodności doświadczeń osób o krzyżujących się tożsamościach.